# Обломов
«Обломов» — роман, що його написав російський письменник Іван Олександрович Гончаров у період з 1847 по 1859 рік. Вперше опубліковано 1859 року. Роман входить у трилогію з творами «Звичайна історія» і «Обрив», бувши її другою частиною.

## Історія створення
Роман задумано 1847 року й писано його протягом 12 років. У 1849 році в альманаху «Літературний збірник з ілюстраціями» при «Современнике» опубліковано главу «Сон Обломова» як самостійний твір.

Робота над романом ішла повільно, наприкінці 1840-х років Гончаров писав видавцеві Андрієві Краєвському:
«Прочитавши уважно написане, я побачив, що все це до крайности вульгарно, що я не так узявся за предмета, що одне треба змінити, інше випустити <…> У мене річ виробляється в голові повільно й важко».
Повністю роман «Обломов» уперше опубліковано тільки в 1859 році в перших чотирьох числах журналу «Вітчизняні записки». Початок роботи над романом належить до ранішого періоду. У 1849 році опубліковано одну з центральних глав «Обломова» — «Сон Обломова», яку сам автор назвав «увертюрою всього роману». Автор ставить собі питання: що ж таке «обломовщина» — «золоте століття» або загибель, застій? У «Сні …» переважають мотиви статичности й нерухомости, застою, але при цьому відчувається і симпатія автора, добродушний гумор, а не тільки сатиричне заперечення.
Як пізніше стверджував Гончаров, в 1849 році готовий був план роману «Обломов» і закінчено чернетковий варіант першої його частини. «Незабаром, — писав Гончаров, — після надрукування в 1847 році в» Современнике "" Звичайної історії «- у мене вже подумки був готовий план» Обломова "". Влітку 1849 року, коли був готовий «Сон Обломова», Гончаров здійснив мандрівку на батьківщину, до Симбірська, побут якого зберігав відбиток патріярхальної старовини. У цьому невеликому містечку письменник побачив чимало прикладів того «сну», яким спали мешканці вигаданої ним Обломовки.
Роботу над романом перервано у зв'язку з навколосвітньою подорожжю Гончарова на фрегаті «Паллада». Лише влітку 1857 року, після виходу з друку подорожніх нарисів «Фрегат» Паллада "", Гончаров продовжив роботу над «Обломовим». Влітку 1857 року поїхав на курорт Марієнбад, де протягом декількох тижнів закінчив три частини роману. У серпні того ж року Гончаров почав працювати і над останньою, четвертою, частиною роману, кінцеві глави якої написано в 1858 році.
Однак, готуючи роман до друку, Гончаров в 1858 році заново переписав «Обломова», доповнивши його новими сценами, і виправив деякі скорочення. Завершивши роботу над романом, Гончаров сказав: «Я писав своє життя й те, що до нього приростало».
Гончаров зізнавався, що на задумі «Обломова» позначився вплив ідей Бєлінського. Найважливішим обставиною, що вплинула на задум твору, вважається виступ Бєлінського з приводу першого роману Гончарова — «Звичайна історія». В образі Обломова присутні також автобіографічні риси. За власним визнанням Гончарова, він і сам був сибаритом, любив безтурботний спокій, що породжує творчість.
Опублікованого в 1859 році романа зустріли як важлиу суспільну подію. Газета «Правда» в статті, присвяченій 125-ій річниці з дня народження Гончарова, писала: "" Обломов «з'явився в епоху суспільного збудження, за кілька років до селянської реформи, і був сприйнятий як заклик до боротьби проти відсталости й застою». Відразу ж після виходу в світ роман став предметом обговорення в критиці й серед письменників.

## Сюжет
Роман розповідає про життя дідича (поміщика) Іллі Ілліча Обломова. Ілля Ілліч разом зі своїм слугою, Захаром, живе в Петербургу, на Гороховій вулиці, навіть не підводячись з дивана. Він не провадить ніякої діяльности, не виходить у світ; лише віддається думкам про те, як треба жити, і мріям про затишне безтурботне життя в рідному маєтку Обломовка. Ніякі біди (занепад господарства, загрози виселення з квартири) не можуть зрушити його з місця.
Його друг дитинства, Андрій Штольць зі зросійщених німців, повна протилежність до млявого мрійливого Іллі, змушує героя на якийсь час прокинутися й зануритися в життя. Обломов закохується в талановиту і прогресивно мислячу Ольгу Іллінську і згодом, після довгих роздумів і відступів, освідчується їй.
Однак, піддавшись інтригам підлого Тарантьєва, Обломов переїжджає в найняту йому квартиру на Виборгську сторону (в той час далека сільська околиця міста), потрапляючи в будинок Агафії Матвіївни Пшенициної. Поступово все господарство Іллі Ілліча переходить в руки Пшенициної, а сам він остаточно згасає в бездіяльності й безвольності. По Петербургу ходять чутки про швидке весілля Обломова і Іллінської, але, дізнавшись про це, сам Ілля Ілліч жахається: нічого ще, на його думку, не вирішено. До нього в будинок приходить Іллінська і переконується, що ніщо вже не пробудить Обломова від повільного занурення в остаточний «сон», і їхні стосунки припиняються. У той же час справи Обломова прибирає до рук брат Пшенициної, Іван Мухояров (на відміну від сестри, чоловік безчесний і жорстокий), який заплутує Іллю Ілліча в своїх махінаціях. Добродушна Агафія Матвіївна лагодить халата Обломова, який, здавалося б, полагодити вже нікому не під силу. В засмучених почуттях, Ілля Ілліч занедужує на гарячку. Від того, щоб йому не стати повністю обібраною жертвою шахрайства, його рятує кращий друг Штольць.
Через рік Пшеницина закохується в Іллю Ілліча. Згодом у них з'являється син Андрій, названий на честь Штольця. Водночас Іллінська, яка розчарувалася в першому коханні, виходить заміж за Штольця; він же, через деякий час, відвідує Обломова. Хворий і рано розбитий інсультом через малорухливий спосіб життя, передчуваючи швидку смерть, Ілля Ілліч просить свого друга не полишати його сина. За два роки потому Обломов тихо й непомітно помирає уві сні. Його сина випросили на виховання Андрій і Ольга Штольць. Пшеницина зосередила всі свої почуття на синові. А вірний слуга Захар — старий, який пережив свого молодого господаря, — з горя запив і почав просити милостиню.

## Дійові особи та деякі цитати

### Головні герої
- Ілля Ілліч Обломов — дідич (поміщик), дворянин, що живе в Петербурзі. Веде ледачий спосіб життя, нічого не роблячи, крім роздумів і мрій у ліжку і поїдання жирної їжі. Тому, перебуваючи в ще досить молодому віці (30-33 роки), має сите, заплило тіло і хворобливий вигляд. Незважаючи на все це, Ілля далеко не дурний. Його ім'я та по батькові — натяк на одноманітність його способу життя.

Життя є поезія.
Кого не любиш, хто не добрий, з тим не обмакнёшь хліба в сільничку.
Все знаю, все розумію — але сили і волі немає.
Важко бути розумним і щирим у свій час, особливо в почутті.
Пристрасть треба обмежити: задушити і втопити в одруженні.
- Захар Трохимович — слуга Обломова, вірний йому ще з дитинства. Незграбний, краде по дрібницях, але неймовірно відданий своєму панові.
- Штольц, Андрій Іванович — друг дитинства Обломова, найбільш близька людина для нього; наполовину німець, практичний і діяльний. Повна протилежність Іллі. Практичність Штольца настільки велика, що він прораховує кожну свою дію, аж до рухів, але Штольц не є духовним (високоморальним) людиною.

Це не життя, це якась … обломовщина (ч.2, гл.4).
Праця — образ, зміст, стихія і мета життя. По крайней мере, моєї.
- Тарантьев, Михей Андрійович — знайомий Обломова, шахраюватий і хитрий.
- Іллінська, Ольга Сергіївна — дворянка; кохана Обломова протягом деякого часу, потім дружина Штольца.
- Онися — дружина Захара.
- Пшеніцина, Агафія Матвіївна — господиня квартири, в яку переїхав жити Обломов, потім стала його дружиною.
- Мухояров, Іван Матвійович — брат Пшеніциной, чиновник.

### Герої другого плану
- Волков — гість в квартирі Обломова. Живе світським життям.
- Судьбинский — гість. Чиновник, начальник відділення.
- Пєнкін — гість. Письменник і публіцист.
- Алексєєв, Іван Олексійович — гість в квартирі Обломова, «безликий натяк на людську масу».
- Марія Михайлівна — тітка Ольги Іллінської.
- Сонечка — подруга Ольги Іллінської.
- Барон фон Лангваген — один Іллінський.
- Андрій — син Обломова і Пшеніциной.
- Катя — покоївка Ольги Іллінської.
- Ваня — син Пшеніциной.
- Маша — донька Пшеніциной.
- Килина — кухарка в будинку Пшеніциной.

## Критика
Відомий критик Микола Олександрович Добролюбов написав про цей роман свою знамениту статтю «Що таке обломовщина?», В якій описав основні ідеї роману зі своєї точки зору. Стаття Добролюбова за часів СРСР часто публікувалася в одній книзі разом з романом. Добролюбов називав «Обломова» «знаменням часу».
Більш різнобічно роман розглянуто в статті "" Обломов ". Роман І. А. Гончарова "іншого відомого критика Олександра Васильовича Дружиніна.

## Переклади українською мовою
- І.О. Гончаров. Обломов: роман у чотирьох частинах; перекл. за ред. Олени Пархомовської — К. : Державне видавництво художньої літератури, 1950 — 388 с. + портр. автора.